# 제80회 아카데미상
제80회 아카데미상(영어: 80th Academy Awards)은 영화 예술 과학 아카데미 (AMPAS)가 주최하는 상이며, 2007년 영화를 대상으로 2008년 2월 24일에 캘리포니아주 로스앤젤레스 할리우드의 코닥 극장에서 시상식이 행해졌다. 사회자는 존 스튜어트이다.

## 수상 및 후보
2008년 1월 22일에 캘리포니아주 비벌리힐스의 새뮤얼 골드윈 극장에서 아카데미 회장 시드 자니스와 배우 캐시 베이츠에 의해 후보가 발표되었다. 《노인을 위한 나라는 없다》와 《데어 윌 비 블러드》는 각각 8개 부문 후보로 오르며 타이에 올랐다.
수상은 2009년 2월 24일 시상식에서 발표되었다. 감독상 수상자 조엘, 이선 형제는 같은 영화로 수상한 두 번째 2인 감독이 되었다. 제롬 로빈스와 로버트 와이즈는 1961년 작 《웨스트 사이드 스토리》의 공동 감독을 맡아 최초의 2인 감독상을 수상했다. 배우상 수상자가 모두 미국 외부 출생자들이 되었으며, 이는 오스카 역사상 두 번째 일이다 (첫 번째는 1964년에 열린 제37회 아카데미상). 다니엘 데이 루이스는 남우주연상을 두 번째로 수상한 8번째 인물이 되었다. 여우주연상 수상자 마리옹 코티야르는 영어를 하지 않고 연기상을 수상한 5번째 인물이고 여우주연상 부문으로는 1961년 작 《두 여인》으로 수상한 소피아 로렌 다음 두 번째 인물이다. 케이트 블란쳇은 같은 해에 두 연기 부문 상 후보에 오른 8번째 배우이다. 《골든 에이지》에서의 주인공 역할을 맡은 덕에 그녀는 두 개의 다른 영화 (그녀는 과거 1998년 작 《엘리자베스》에서 엘리자베스 1세를 연기하여 후보에 오른바 있다)에 같은 역할로 연기를 하여 오스카 상 후보에 오른 최초의 여배우이자 5번째 배우이다. 82세의 나이에 남우조연상 후보에 오른 핼 홀브룩은 오스카 역사상 후보에 오른 가장 나이 많은 남자 배우이다. 로버트 F. 보일 (Robert F. Boyle)은 98세의 나이에 아카데미 명예상을 수상한 가장 나이 수상자가 되었다.

### 수상
수상자는 굵은 글씨 표시를 해놓았다.
| 작품상 | 감독상 |
| --- | --- |

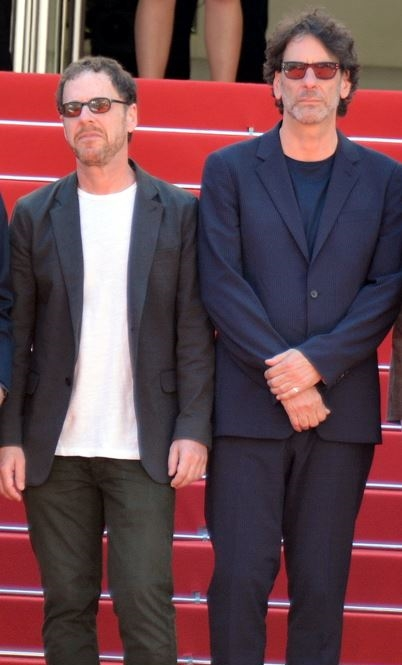
감독상과 각색상을 수상한 코언 형제

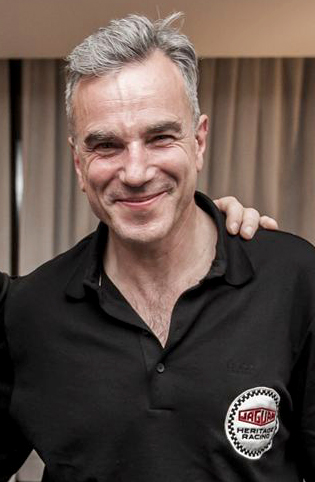
남우주연상 수상자 다니엘 데이 루이스

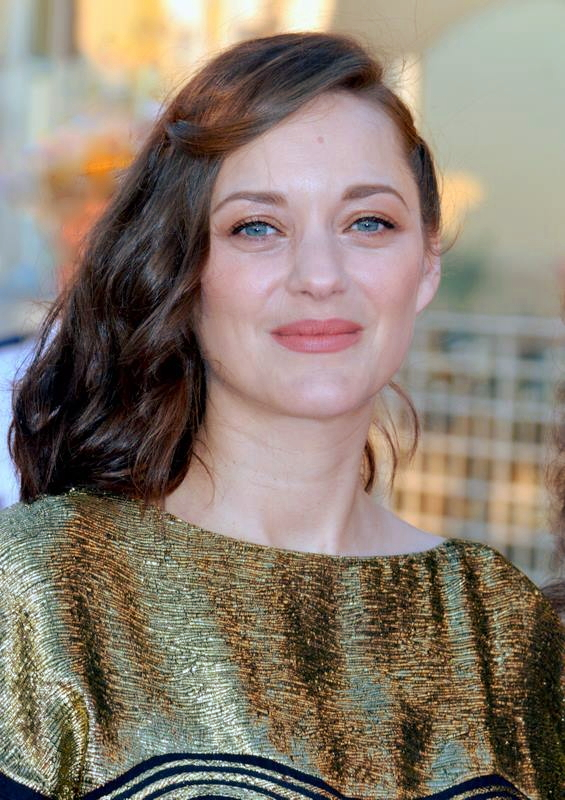
여우주연상 수상자 마리옹 코티야르

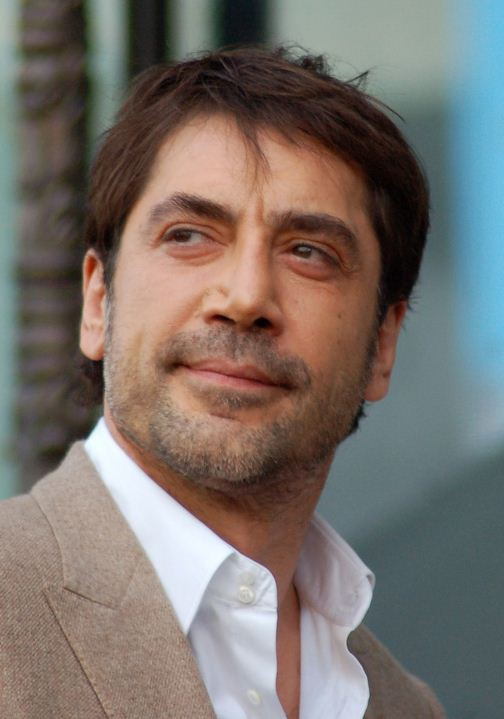
남우조연상 수상자 하비에르 바르뎀

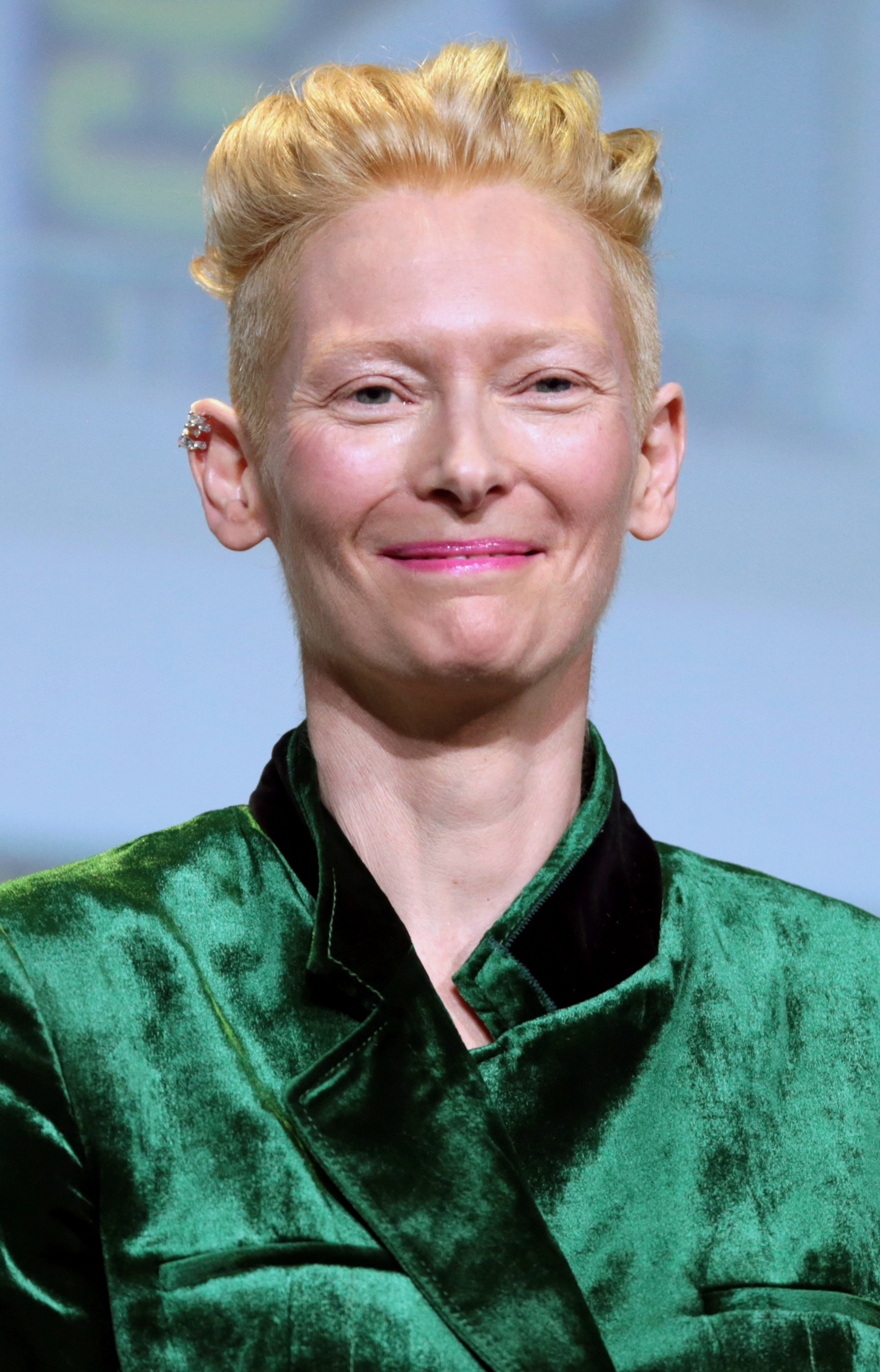
여우조연상 수상자 틸다 스윈턴

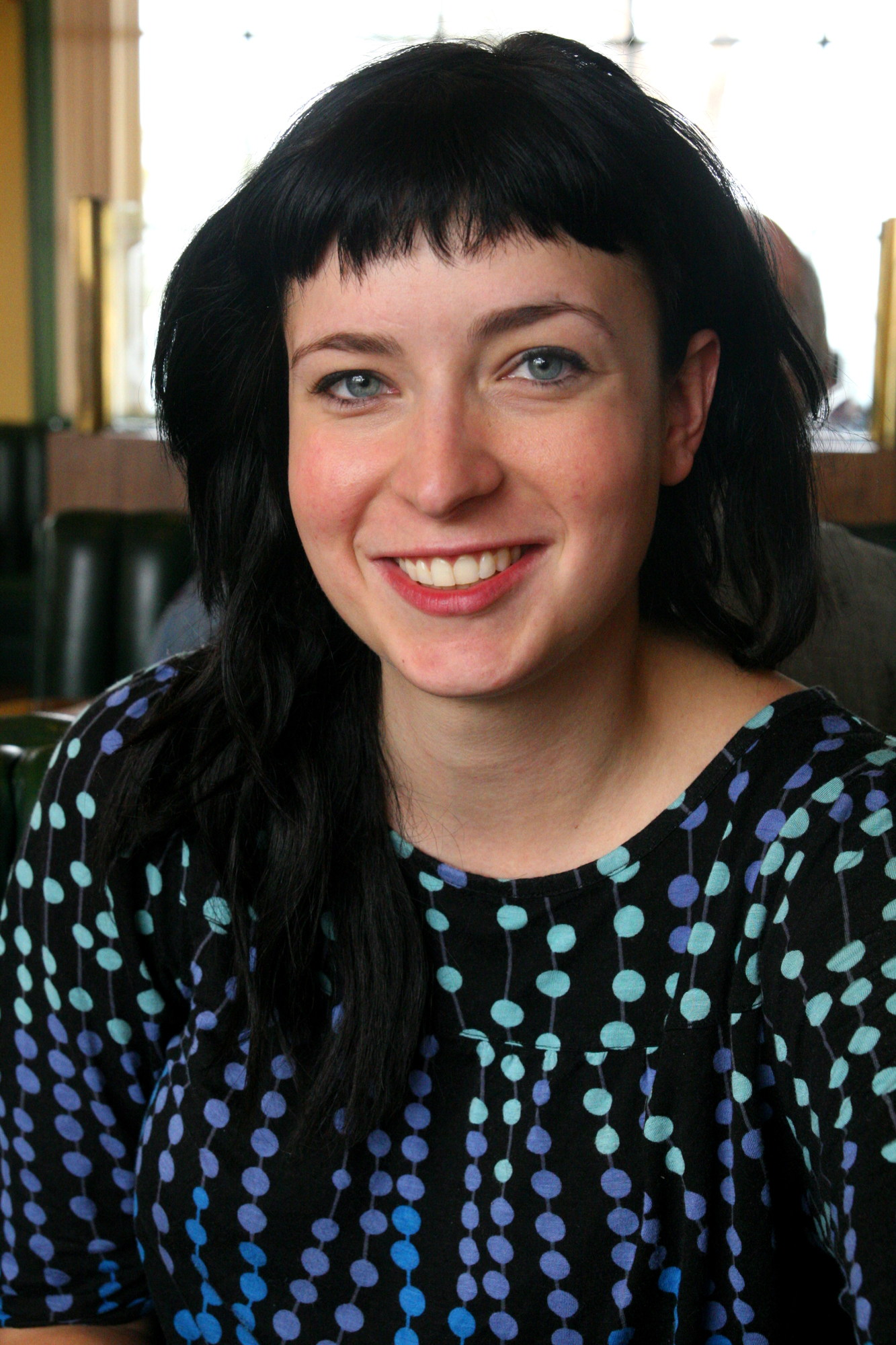
각본상 수상자 디아블로 코디

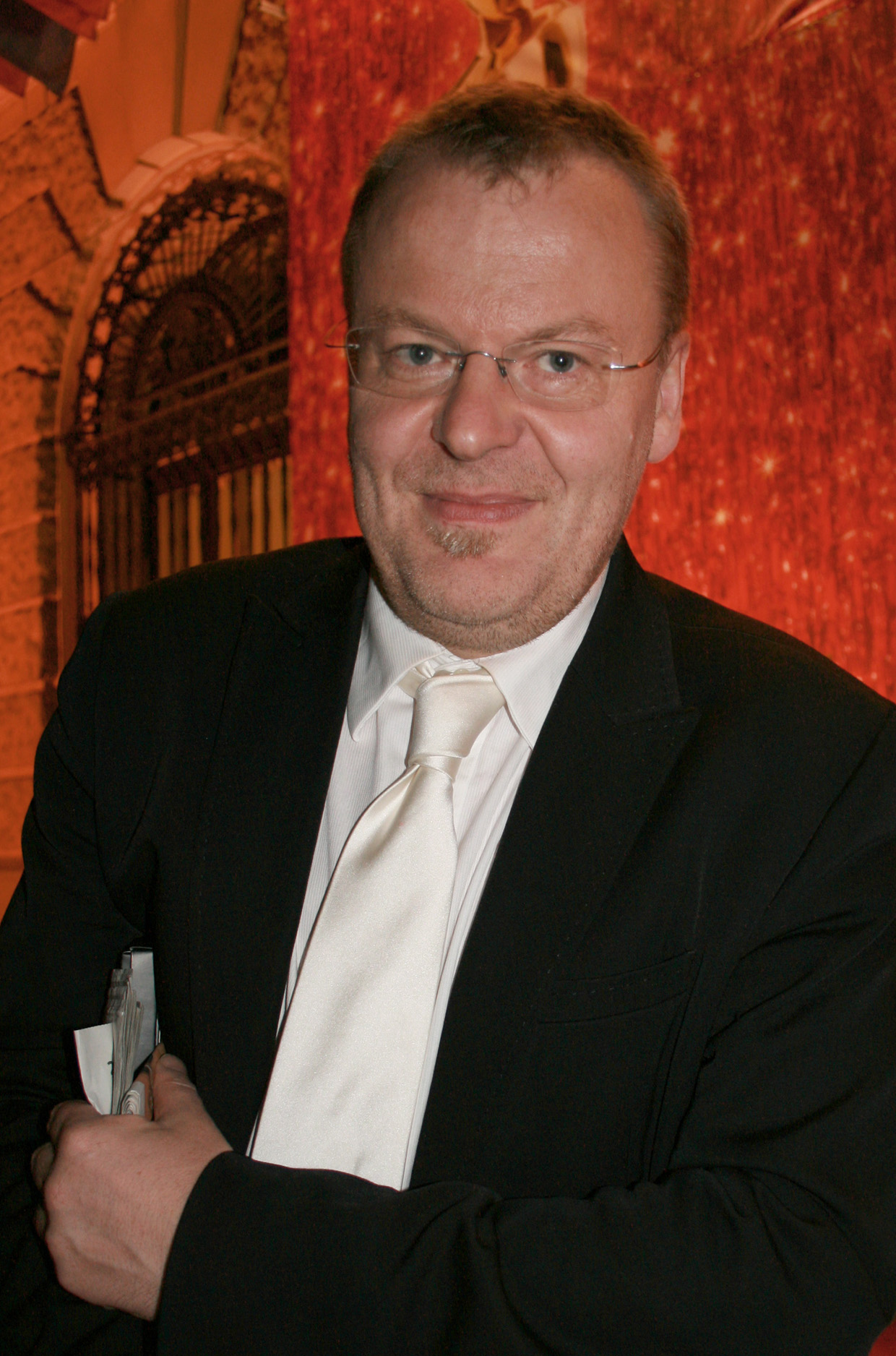
외국어 영화상 수상자 슈테판 루초비츠키

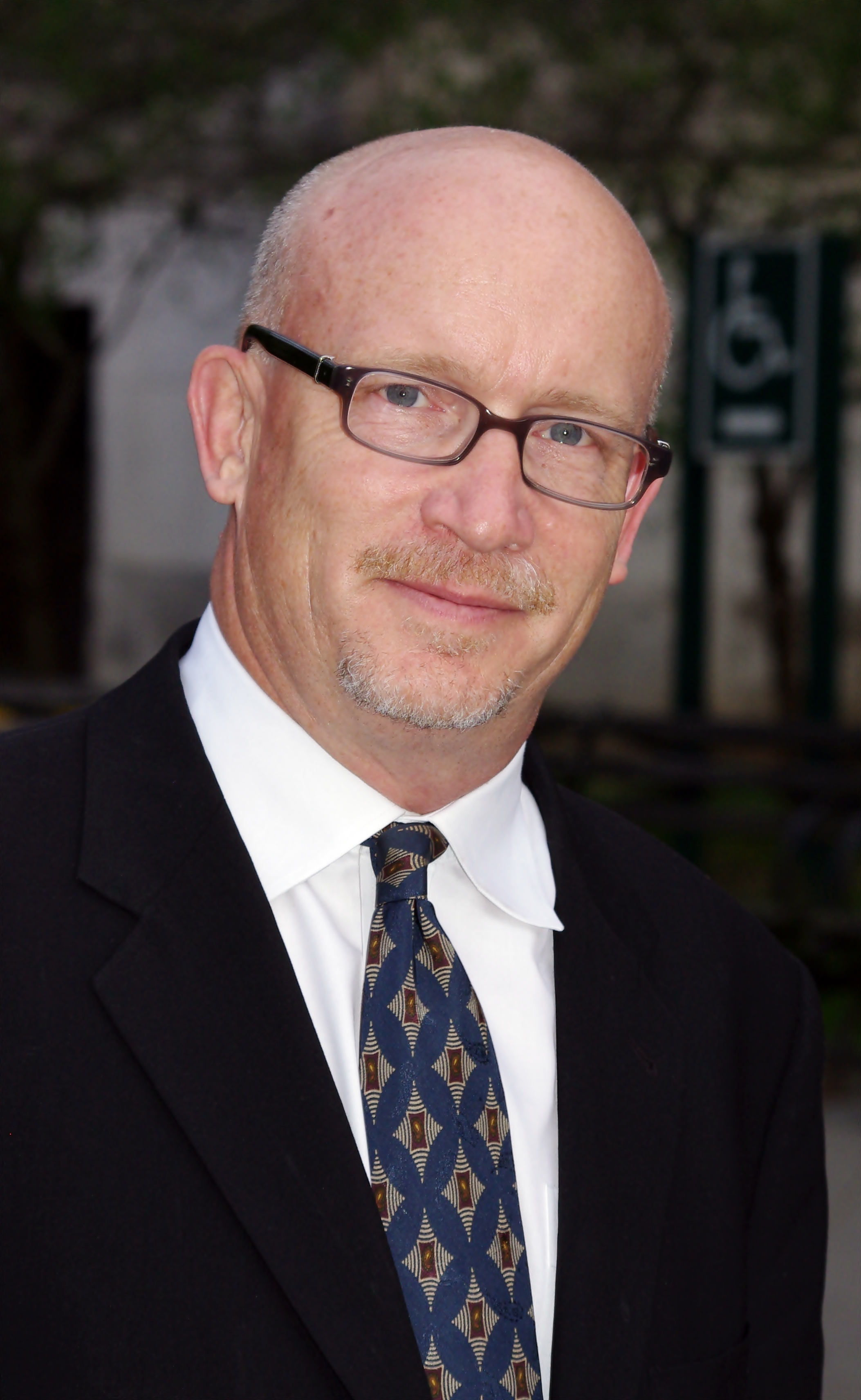
장편 다큐멘터리 영화상 공동 수상자 앨릭스 기브니

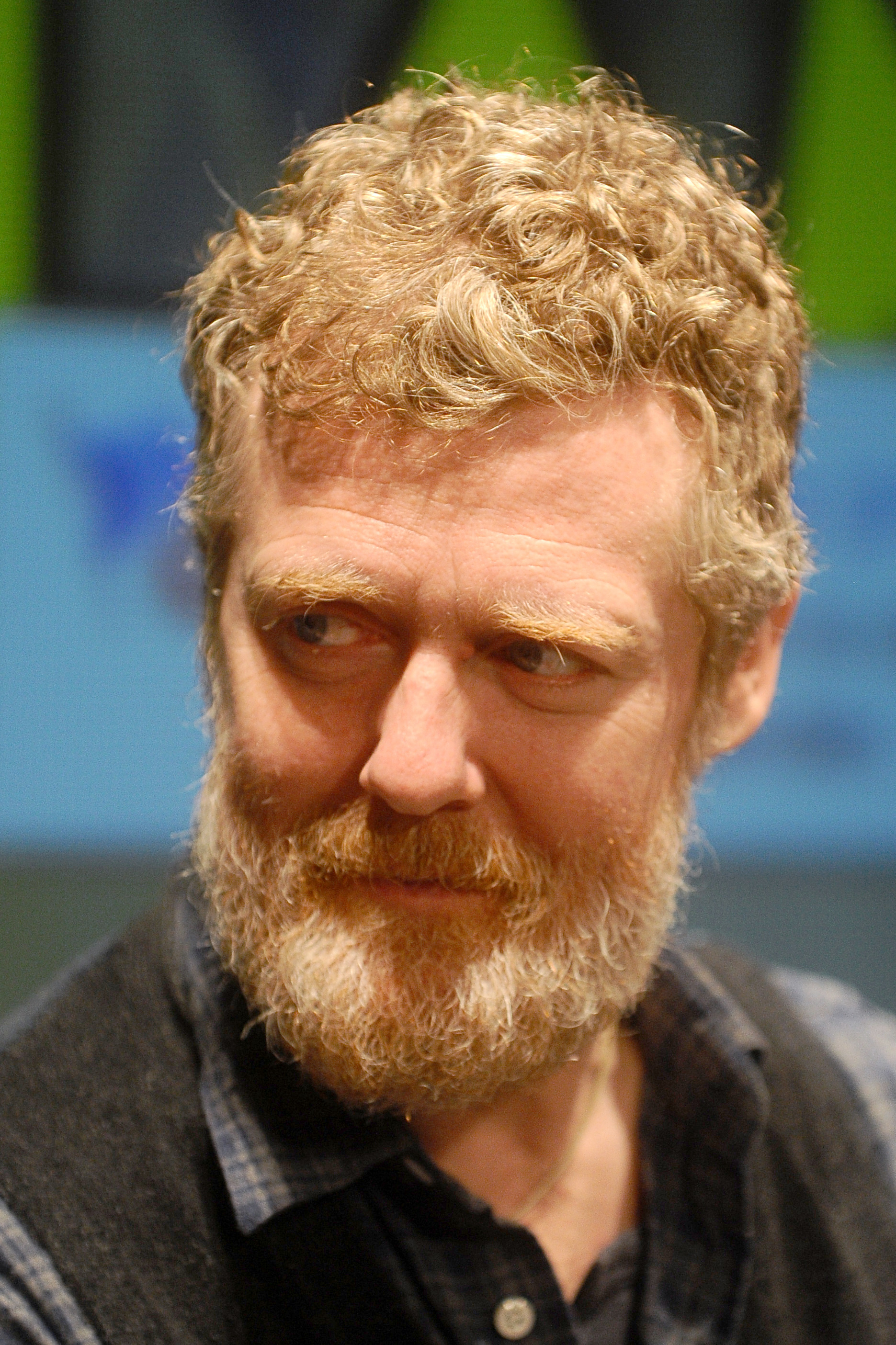
주제가상 공동 수상자 글렌 핸사드

| - 《노인을 위한 나라는 없다》 – 스콧 루딘, 조엘, 이선 코언 - 《어톤먼트》 – 팀 비번, 에릭 펠너, 폴 웹스터 - 《주노》 – 라이언 핼프런, 메이슨 노빅, 러셀 스미스 - 《마이클 클레이튼》 – 제니퍼 폭스, 케리 오렌트, 시드니 폴락 - 《데어 윌 비 블러드》 – 폴 토머스 앤더슨, 대니얼 루피, 조앤 샐러 | - 조엘, 이선 코언 – 《노인을 위한 나라는 없다》 - 폴 토머스 앤더슨 – 《데어 윌 비 블러드》 - 토니 길로이 – 《마이클 클레이튼》 - 제이슨 라이트먼 – 《주노》 - 줄리언 슈나벨 – 《잠수종과 나비》 |
| 남우주연상 | 여우주연상 |
| - 다니엘 데이 루이스 – 《데어 윌 비 블러드》 - 대니얼 플레인뷰 - 조지 클루니 – 《마이클 클레이튼》 - 마이클 클레이튼 - 조니 뎁 – 《스위니 토드: 어느 잔혹한 이발사 이야기》 - 벤저민 바커 / 스위니 토드 - 토미 리 존스 – 《엘라의 계곡》 - 행크 디어필드 - 비고 모텐슨 – 《이스턴 프라미스》 - 니콜라이 루친 | - 마리옹 코티야르 – 《라비앙 로즈》 - 에디트 피아프 - 케이트 블란쳇 – 《골든 에이지》 - 엘리자베스 1세 - 줄리 크리스티 – 《어웨이 프롬 허》 - 피오나 앤더슨 - 로라 린니 – 《세비지스》 - 웬디 세비지 - 엘런 페이지 – 《주노》 - 주노 맥거프 |
| 남우조연상 | 여우조연상 |
| - 하비에르 바르뎀 – 《노인을 위한 나라는 없다》 - 앤턴 시거 - 케이시 애플렉 – 《비겁한 로버트 포드의 제시 제임스 암살》 - 로버트 "밥" 포드 - 필립 시모어 호프먼 – 《찰리 윌슨의 전쟁》 - 거스트 아브라코토스 - 핼 홀브룩 – 《인투 더 와일드》 - 론 프란즈 - 톰 윌킨슨 – 《마이클 클레이튼》 - 아서 에덴스 | - 틸다 스윈턴 – 《마이클 클레이튼》 - 캐런 크라우더 - 케이트 블란쳇 – 《아임 낫 데어》 - 주드 퀸 - 루비 디 – 《아메리칸 갱스터》 - 마마 루커스 - 시얼샤 로넌 – 《어톤먼트》 - 브라이어니 톨리스 - 에이미 라이언 – 《가라, 아이야, 가라》 - 헬렌 매크리디 |
| 각본상 | 각색상 |
| - 《주노》 – 디아블로 코디 - 《내겐 너무 사랑스러운 그녀》 – 낸시 올리버 - 《마이클 클레이튼》 – 토니 길로이 - 《라따뚜이》 – 브래드 버드 (각본과 원안), 얀 핀카바와 짐 카포비앙코 (원안) - 《세비지스》 – 타마라 젠킨스 | - 《노인을 위한 나라는 없다》 – 조엘, 이선 코언 - 코맥 매카시의 노인을 위한 나라는 없다 - 《어톤먼트》 – 크리스토퍼 햄튼 - 이언 매큐언의 속죄 - 《어웨이 프롬 허》 – 사라 폴리 - 앨리스 먼로의 The Bear Went Over The Mountain - 《잠수종과 나비》 – 로널드 하우드 - 장 도미니크 보비의 잠수종과 나비 - 《데어 윌 비 블러드》 – 폴 토머스 앤더슨 - 업턴 싱클레어의 Oil! |
| 장편 애니메이션 작품상 | 외국어 영화상 |
| - 《라따뚜이》 – 브래드 버드 - 《페르세폴리스》 – 마르잔 사트라피, 뱅상 파롱노 - 《서핑 업》 – 애쉬 브래넌, 크리스 벅 | - 《카운터피터》 (오스트리아) - 슈테판 루초비츠키 (독일어) - 《12명의 배심원》 (러시아) - 니키타 미할코프 (러시아어) - 《보포트》 (이스라엘) - 요세프 세다르 (히브리어) - 《카틴》 (폴란드) - 안제이 바이다 (폴란드어) - 《몽골》 (카자흐스탄) - 세르게이 보드로프 (러시아어)                                                                                           |
| 장편 다큐멘터리 영화상 | 단편 다큐멘터리 영화상 |
| - 《택시 투 더 다크 사이드》 – 앨릭스 기브니, 에바 오너 - 《끝이 안보인다》 – 찰스 H. 퍼거슨, 오드리 마스 - 《오퍼레이션 홈커밍》 – 리처드 E. 로빈스 - 《식코》 – 마이클 무어, 메건 오하라 - 《전장을 울리는 춤》 – 앤드리아 닉스 파인, 션 파인 | - 《프리헬드》 - 신시아 와일드, 바네사 로스 - 《왕관을 써라》 - 아만다 미첼리, 이사벨 베가 - 《살림 바바의 시네마 천국》 - 팀 스턴버그, 프란시스코 벨로 - 《사리의 어머니》 - 제임스 롱리 |
| 단편 영화상 | 단편 애니메이션 작품상 |
| - 《소매치기의 모짜르트》 - 필리프 포예 비야르 - 《인 더 나이트》 - 크리스티안 E. 크리스티안센 - 《임시교사》 — 안드레아 주블린 - 《탱고 아르헨티나》 — 귀도 티스, 안야 다엘레만스 - 《톤토 여인》 — 대니얼 바버, 매슈 브라운 | - 《피터와 늑대》 – 수지 템플턴, 휴 웰치먼 - 《같은 비둘기들은 천국으로 간다》 – 사뮈엘 투르노, 시몽 바네스 - 《나는 월러스를 만났다》 – 조시 래스킨 - 《마담 투틀리-푸틀리》 – 크리스 래비스, 마치에크 슈체르보프스키 - 《내 사랑》 – 알렉산드르 페트로프 |
| 음악상 | 주제가상 |
| - 《어톤먼트》 – 다리오 마리아넬리 - 《3:10 투 유마》 – 마르코 벨트라미 - 《연을 쫓는 아이》 – 알베르토 이글레시아스 - 《마이클 클레이튼》 – 제임스 뉴턴 하워드 - 《라따뚜이》 – 마이클 자키노 | - "Falling Slowly" (《원스》) – 글렌 핸사드, 마르케타 이르글로바 - "Happy Working Song" (《마법에 걸린 사랑》) – 앨런 멩컨, 스티븐 슈워츠 - "Raise It Up" (《어거스트 러쉬》) – 자말 조제프, 찰스 맥, 테빈 토머스 - "So Close" (《마법에 걸린 사랑》) – 앨런 멩컨, 스티븐 슈워츠 - "That's How You Know" (《마법에 걸린 사랑》) – 앨런 멩컨, 스티븐 슈워츠              |
| 음향편집상 | 음향효과상 |
| - 《본 얼티메이텀》 – 캐런 베이커 랜더스, 페르 할베리 - 《노인을 위한 나라는 없다》 – 스킵 리브세이 - 《라따뚜이》 – 랜디 톰, 마이클 실버스 - 《데어 윌 비 블러드》 – 매슈 우드, 크리스토퍼 스카라보시오 - 《트랜스포머》 – 이선 밴 더 린, 마이크 홉킨스 | - 《본 얼티메이텀》 – 스콧 밀란, 데이비드 파커, 커크 프랜시스 - 《3:10 투 유마》 – 폴 메이시, 데이비드 잠마르코, 짐 스튜브 - 《노인을 위한 나라는 없다》 – 스킵 리브세이, 크레이그 버키, 그렉 올로프, 피터 컬랜드 - 《라따뚜이》 – 랜디 톰, 마이클 세마닉, 닥 케인 - 《트랜스포머》 – 케빈 오코넬, 그렉 P. 러셀, 피터 J. 데블린                                         |
| 미술상 | 촬영상 |
| - 《스위니 토드: 어느 잔혹한 이발사 이야기》 – 아트 디렉션:단테 페레티; 세트 데코레이션:프란체스카 로 스키아보 - 《아메리칸 갱스터》 – 아트 디렉션:아서 맥스; 세트 데코레이션:베스 루비노 - 《어톤먼트》 – 아트 디렉션:사라 그린우드; 세트 데코레이션:케이티 스펜서 - 《황금나침반》 – 아트 디렉션:데니스 그레이스너; 세트 데코레이션:애나 피노콕 - 《데어 윌 비 블러드》 – 아트 디렉션:잭 피스크; 세트 데코레이션:짐 에릭슨 | - 《데어 윌 비 블러드》 – 로버트 엘스윗 - 《비겁한 로버트 포드의 제시 제임스 암살》 – 로저 디킨스 - 《어톤먼트》 – 셰이머스 맥가비 - 《잠수종과 나비》 – 야누시 카민스키 - 《노인을 위한 나라는 없다》 – 로저 디킨스 |
| 분장상 | 의상상 |
| - - 《라비앙 로즈》 - 디디에 라베르뉴, 장 아쉬발드' - 《노르빗》 – 릭 베이커, 츠지 카즈히로 - 《캐리비안의 해적: 세상의 끝에서》 – 비 닐, 마틴 새뮤얼 | - 《골든 에이지》 – 알렉산더 번 - 《어크로스 더 유니버스》 – 앨버트 울스키 - 《어톤먼트》 – 재클린 듀런 - 《라비앙 로즈》 – 매릿 앨런 - 《스위니 토드: 어느 잔혹한 이발사 이야기》 – 콜린 앳우드 |
| 편집상 | 시각효과상 |
| - 《본 얼티메이텀》 – 크리스토퍼 루스 - 《잠수종과 나비》 – 줄리에트 벨플링 - 《인투 더 와일드》 – 제이크 로버츠 - 《노인을 위한 나라는 없다》 – 로드릭 제인스 - 《데어 윌 비 블러드》 – 딜런 티케너 | - 《황금나침반》 – 마이클 핑크, 빌 웨스튼호퍼, 벤 모리스, 트레버 우드 - 《캐리비안의 해적: 세상의 끝에서》 – 존 크놀, 홀 히켈, 찰스 깁슨, 존 프레이지어 - 《트랜스포머》 – 스콧 파라, 스콧 벤자, 러셀 얼, 존 프레이지어 |

### 아카데미 공로상
- 로버트 F. 보일 : 미술 감독으로서 영화에 많은 경력을 공로한 것을 인정하여 수상됨.[14]

### 두개 이상의 후보작과 수상작
| 후보 | 영화                                       |
| ---- | ------------------------------------------ |
| 8    | 《노인을 위한 나라는 없다》                |
| 8    | 《데어 윌 비 블러드》                      |
| 7    | 《어톤먼트》                               |
| 7    | 《마이클 클레이튼》                        |
| 5    | 《라따뚜이》                               |
| 4    | 《잠수종과 나비》                          |
| 4    | 《주노》                                   |
| 3    | 《본 얼티메이텀》                          |
| 3    | 《마법에 걸린 사랑》                       |
| 3    | 《라비앙 로즈》                            |
| 3    | 《스위니 토드: 어느 잔혹한 이발사 이야기》 |
| 3    | 《트랜스포머》                             |
| 2    | 《3:10 투 유마》                           |
| 2    | 《아메리칸 갱스터》                        |
| 2    | 《비겁한 로버트 포드의 제시 제임스 암살》  |
| 2    | 《어웨이 프롬 허》                         |
| 2    | 《골든 에이지》                            |
| 2    | 《황금나침반》                             |
| 2    | 《인투 더 와일드》                         |
| 2    | 《캐리비안의 해적: 세상의 끝에서》         |
| 2    | 《세비지스》                               |

| 수상 | 영화                        |
| ---- | --------------------------- |
| 4    | 《노인을 위한 나라는 없다》 |
| 3    | 《본 얼티메이텀》           |
| 2    | 《라비앙 로즈》             |
| 2    | 《데어 윌 비 블러드》       |

## 발표자와 공연자
다음의 인물들은 시상식에서 상 발표나 음악 공연을 한 사람들이다.

### 발표자
| 이름 | 역할                                              |
| --- | ------------------------------------------------- |
| 톰 케인 랜디 토머스                                                                                                   | 제80회 아카데미상 공동 아나운서                   |
| 제니퍼 가너 | 의상상 발표자                                     |
| 조지 클루니 | 아카데미상 역사 몽타주 발표자                     |
| 스티브 카렐 앤 해서웨이                                                                                               | 장편 애니메이션 작품상 발표자                     |
| 캐서린 헤이글 | 분장상 발표자                                     |
| 존 스튜어트 | 주제가상 후보작 "Happy Working Song" 공연 소개자  |
| 드웨인 존슨 | 시각효과상 발표자                                 |
| 케이트 블란쳇 | 미술상 발표자                                     |
| 제니퍼 허드슨 | 남우조연상 발표자                                 |
| 케리 러셀 | 주제가상 후보작 "Raise It Up" 공연 발표자         |
| 오언 윌슨 | 단편 영화상 발표자                                |
| 배리 B. 벤슨 (제리 사인펠드가 녹음)                                                                                   | 단편 애니메이션 작품상 발표자                     |
| 앨런 아킨 | 여우조연상 발표자                                 |
| 제시카 알바 | 아카데미 과학기술상, 고든 E. 소이어상 부분 발표자 |
| 조시 브롤린 제임스 맥어보이                                                                                           | 각색상 발표자                                     |
| 시드 가니스 | 아카데미상 선정 과정 설명하는 특별 부분           |
| 마일리 사이러스 | 주제가상 후보작 "That's How You Know" 공연 소개자 |
| 조나 힐 세스 로건 | 음향효과상과 음향편집상 발표자                    |
| 콜린 패럴 | 주제가상 후보작 "Falling Slowly" 공연 소개자      |
| 잭 니콜슨 | 작품상 수상작 몽타주 발표자                       |
| 르네 젤위거 | 편집상 발표자                                     |
| 니콜 키드먼 | 로버트 F. 보일을 위한 공로상 발표자               |
| 페넬로페 크루스 | 외국어 영화상 발표자                              |
| 패트릭 뎀프시 | 주제가상 후보작 "So Close" 발표자                 |
| 존 트라볼타 | 주제가상 발표자                                   |
| 카메론 디아즈 | 촬영상 발표자                                     |
| 힐러리 스왱크 | 고인을 추모하며 부문 발표자                       |
| 에이미 애덤스 | 음악상 발표자                                     |
| 톰 행크스 보조 경찰관 찰스 하이랜드 경사 앤드리아 크누센 병장 조제프 스미스 중위 커티스 윌리엄슨 병장 켄지 툴로웨이트 | 단편 다큐멘터리 영화상 발표자                     |
| 톰 행크스 | 장편 다큐멘터리 영화상 발표자                     |
| 해리슨 포드 | 각본상 발표자                                     |
| 헬렌 미렌 | 남우주연상 발표자                                 |
| 포레스트 휘터커 | 여우주연상 발표자                                 |
| 마틴 스코세지 | 감독상 발표자                                     |
| 덴젤 워싱턴 | 작품상 발표자                                     |

### 공연자
| 이름                                      | 역할                   | 공연 곡                                      |
| ----------------------------------------- | ---------------------- | -------------------------------------------- |
| 빌 콘티                                   | 음악 편곡자이자 지휘자 | 오케스트라                                   |
| 에이미 애덤스                             | 공연자                 | 《마법에 걸린 사랑》의 "Happy Working Song"  |
| 임팩트 리퍼토리 시어터 자미아 시모네 내쉬 | 공연자                 | 《어거스트 러쉬》의 "Raise It Up"            |
| 크리스틴 체노웨스 말론 선더스             | 공연자                 | 《마법에 걸린 사랑》의 "That's How You Know" |
| 글렌 핸사드 마르케타 이르글로바           | 공연자                 | 《원스》의 "Falling Slowly"                  |
| 존 맥래플린                               | 공연자                 | 《마법에 걸린 사랑》의 "So Close"            |

## 같이 보기
- 제14회 미국 배우 조합상
- 제28회 골든 래즈베리상
- 제60회 프라임타임 에미상
- 제61회 영국 아카데미 영화상
- 제65회 골든 글로브상